# Список серий аниме Sword Art Online II
Список серий научно-фантастического аниме-сериала Sword Art Online II, которое является аниме-адаптацией второй части цикла лайт-новел (ранобэ) Sword Art Online. Лайт-новел был создан японским писателем Рэки Кавахары с иллюстрациями художника, выступающего под псевдонимом abec.
Sword Art Online II включает 3 сюжетные арки и состоит из 24 серий. Сериал выходил в период 29 июня 2014 года — 20 декабря 2014 года.

## Список серий

### Арка Призрачная пуля (Gun Gale Online)
| № серии | Заглавие                                                                     | Трансляция в Японии |
| ------- | ---------------------------------------------------------------------------- | ------------------- |
| 1       | Мир оружия «Дзю: но сэкай» (銃の世界)                                        | 5 июля 2014         |
| 2       | Ледяной снайпер «ко:ри но согэкисю» (氷の狙撃手)                             | 12 июля 2014        |
| 3       | Кровавые воспоминания «сэнкэцу но киоку» (鮮血の記憶)                        | 19 июля 2014        |
| 4       | GGO (Gun Gale Online) «дзи-дзи-о» (GGO)                                      | 26 июля 2014        |
| 5       | Пистолет и меч «дзю: то кэн» (銃と剣)                                        | 2 августа 2014      |
| 6       | Дуэль в пустыне «ко:я но кэтто:» (曠野の決闘)                                | 9 августа 2014      |
| 7       | Багровые воспоминания «курэнай но киоку» (紅の記憶)                          | 16 августа 2014     |
| 8       | Пуля из пуль (Золотая пуля) «барэтто обу барэтто» (バレット・オブ・バレッツ) | 23 августа 2014     |
| 9       | Death Gun (Оружие Смерти) «дэсу·ган» (デス・ガン)                            | 30 августа 2014     |
| 10      | Смертельный преследователь «си но цуйгэкися» (死の追撃者)                    | 6 сентября 2014     |
| 11      | Значение силы «цуёса но ими» (強さの意味)                                    | 13 сентября 2014    |
| 12      | Призрачная пуля «мабороси но дзю:дан» (幻の銃弾)                             | 20 сентября 2014    |
| 13      | Phantom Bullet (Призрачная пуля) «фантому барэтто» (ファントム・バレット)    | 27 сентября 2014    |
| 14      | Один маленький шаг «ти:сана иппо» (小さな一歩)                               | 4 октября 2014      |
| 14.5    | Дебрифинг «Debriefing»                                                       | 11 октября 2014     |

### Арка Экскалибур
| № серии | Заглавие                                      | Трансляция в Японии |
| ------- | --------------------------------------------- | ------------------- |
| 15      | Королева озера «мидзу:ми но дзёо:» (湖の女王) | 18 октября 2014     |
| 16      | Король великанов «кёдзин но о:» (巨人の王)    | 25 октября 2014     |
| 17      | Экскалибур «экусукяриба:» (エクスキャリバー)  | 1 ноября 2014       |

### Арка Материнский розарий / Розарий матери
| № серии | Заглавие                                                                                          | Трансляция в Японии |
| ------- | ------------------------------------------------------------------------------------------------- | ------------------- |
| 18      | Домик в лесу «мори но иэ» (森の家)                                                                | 8 ноября 2014       |
| 19      | Абсолютный меч «дзэккэн» (絶剣)                                                                   | 15 ноября 2014      |
| 20      | Sleeping Knights (Спящие рыцари) «сури:пингу найто» (スリーピング・ナイツ)                        | 22 ноября 2014      |
| 21      | Монумент мечников «кэнси но хи» (剣士の碑)                                                        | 29 ноября 2014      |
| 22      | Конец путешествия «табидзи но хатэ» (旅路の果て)                                                  | 6 декабря 2014      |
| 23      | Начало мечты «юмэ но хадзимари» (夢の始まり)                                                      | 13 декабря 2014     |
| 24      | Mother's Rosario (Материнский розарий / Розарий матери) «мадза:дзу родзарио» (マザーズ・ロザリオ) | 20 декабря 2014     |